# François-Nicolas de la Noüe
François-Nicolas de la Noüe, né le 2 juin 1758 au Vieil-Baugé, est un aristocrate français, émigré pendant la Révolution française, et un chef chouan en 1815.

## Biographie
Fils de Marie-Anne Léon et de Charles-Nicolas de la Noüe, ancien capitaine au régiment de Limousin, lieutenant du roi de la ville de Baugé et du Vieil-Baugé, seigneur du Corniller. 
Il fut marié à Marie-Jacquine Bonneau de Varennes le 20 janvier 1789 à Angers-St Maurille. 

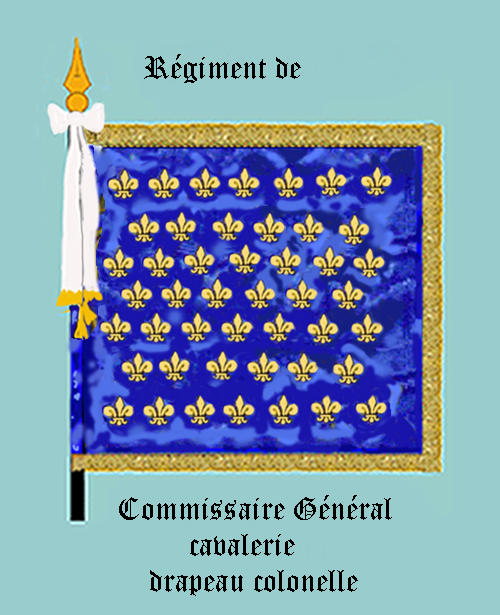
Comm géneral cav col

### Ancien Régime
En 1780, il est sous-lieutenant au régiment du Commissaire Général cavalerie. 
François-Nicolas de la Noüe est écuyer et seigneur du Corniller, (ou Cornillé) à Le Vieil-Baugé, la terre, fief et seigneurie sera vendu nationalement le 14 thermidor An IV.

### L'émigration
Ancien capitaine de cavalerie, il a émigré en 1791 avec ses compatriotes, Sapinaud de Boishuguet, Bucher de Chauvigné, Dumesnil-Dupineau, de la Frégeolière et de Sainte-Marie, embarqué à Anvers aux Pays-Bas autrichiens et débarqué à Berg-op-Zoom, puis Rotterdam et la Haye, en Hollande
En 1793-94, pendant la campagne de Hollande, il est vivandier dans un corps d'émigrés français au service de l'armée anglaise. 

### Chouannerie
De retour en France, il est colonel en 1815 de la deuxième légion, deuxième division de l'armée royale de la rive droite de la Loire, dirigée par Bernard de la Frégeolière, sous le commandement du général d'Andigné,,.
En mars 1815, il est chef de légion de la Garde nationale de Baugé.

## Mandats électoraux
Il est maire de la commune du Vieil-Baugé en 1814 puis de 1815 à 1830,,.

## Décoration
- Chevalier de l'ordre royal et militaire de Saint-Louis[6],[12] le 31 janvier 1816.

## Sources
- Émigration et chouannerie: mémoires du général Henri-René Bernard de La Frégeolière, 1881.
- Archives départementales de Maine-et-Loire, acte de naissance (1758) et mariage (1789) de Francois-Nicolas de la Noüe.